# Fußball-Sachsenliga 2017/18
Die Fußball-Sachsenliga 2017/18 ist die 28. Spielzeit der höchsten Spielklasse des Sächsischen Fußballverbandes.

## Teilnehmer
An der Spielzeit 2017/18 nehmen insgesamt 16 Vereine teil. Diese sind wie folgt:
- der Absteiger aus der Oberliga Nordost 2016/17 aus dem Gebiet Sachsen:
  -  SSV Markranstädt

- die verbleibenden Mannschaften aus der Sachsenliga 2016/17:
  -  FC Grimma
  -  VfL 05 Hohenstein-Ernstthal
  -  VfL Pirna-Copitz
  -  BSG Stahl Riesa
  - VfB Empor Glauchau
  -  BSC Rapid Chemnitz
  - FV Eintracht Niesky
  -  Kickers 94 Markkleeberg
  - Reichenbacher FC
  -  FC 1910 Lößnitz
  -  VfB Zwenkau 02
- die Aufsteiger aus den Landesklassen Sachsen 2016/17:
  - Großenhainer FV 90 (Meister & Aufsteiger Landesklasse Mitte)
  -  SV Lipsia 93 Eutritzsch (Meister & Aufsteiger Landesklasse Nord)
  -  Radebeuler BC 08 (Meister & Aufsteiger Landesklasse Ost)
  -  VFC Plauen II (Meister & Aufsteiger Landesklasse West)

## Tabelle
| Pl.                 | Verein                      | Sp. | S  | U  | N  | Tore    | Diff. | Punkte |
| ------------------- | --------------------------- | --- | -- | -- | -- | ------- | ----- | ------ |
| 1.                  | VfL 05 Hohenstein-Ernstthal | 28  | 18 | 5  | 5  | 067:370 | +30   | 59     |
| 2.                  | Großenhainer FV 90 (N)      | 28  | 14 | 8  | 6  | 066:490 | +17   | 50     |
| 3.                  | FC Grimma                   | 28  | 14 | 7  | 7  | 064:340 | +30   | 49     |
| 4.                  | FC 1910 Lößnitz             | 28  | 13 | 8  | 7  | 056:360 | +20   | 47     |
| 5.                  | FV Eintracht Niesky         | 28  | 13 | 7  | 8  | 062:420 | +20   | 46     |
| 6.                  | Kickers 94 Markkleeberg     | 28  | 11 | 10 | 7  | 043:390 | +4    | 43     |
| 7.                  | BSG Stahl Riesa             | 28  | 11 | 6  | 11 | 039:510 | −12   | 39     |
| 8.                  | VfL Pirna-Copitz            | 28  | 11 | 4  | 13 | 042:480 | −6    | 37     |
| 9.                  | Radebeuler BC 08 (N)        | 28  | 9  | 9  | 10 | 039:420 | −3    | 36     |
| 10.                 | SSV Markranstädt (A)        | 28  | 10 | 5  | 13 | 047:480 | −1    | 35     |
| 11.                 | BSC Rapid Chemnitz          | 28  | 8  | 9  | 11 | 053:660 | −13   | 33     |
| 12.                 | VfB Empor Glauchau          | 28  | 8  | 7  | 13 | 034:550 | −21   | 31     |
| 13.                 | VfB Zwenkau 02              | 28  | 8  | 5  | 15 | 041:540 | −13   | 29     |
| 14.                 | SV Lipsia 93 Eutritzsch (N) | 28  | 7  | 3  | 18 | 034:640 | −30   | 24     |
| 15.                 | Reichenbacher FC            | 28  | 6  | 5  | 17 | 031:530 | −22   | 23     |
| 16.                 | VFC Plauen II 1 (N)         | 0   | 0  | 0  | 0  | 000:000 | ±0    | 0      |
| Stand: 9. Juni 2018 |                             |     |    |    |    |         |       |        |

| Zum 30. Spieltag: Aufstieg in die Oberliga Nordost 2018/19 Abstieg in die Landesklassen | |
| Zum Saisonende 2016/17:                                                                 | |
| (A)                                                                                     | Fußball-Oberliga Nordost 2016/17: SSV Markranstädt                                                             |
| (N)                                                                                     | Aufsteiger aus den Landesklassen: VFC Plauen II, Radebeuler BC 08, SV Lipsia 93 Eutritzsch, Großenhainer FV 90 |